# Spengler Cup 1925
Der Spengler Cup 1925 (französisch Coupe Spengler 1925) war die dritte Auflage des gleichnamigen Wettbewerbs und wurde im Dezember 1925 im Schweizer Luftkurort Davos durchgeführt. Als Spielstätte fungierte das dortige Eisstadion.
Das Turnier wurde aufgrund der warmen Witterung abgebrochen und die Mannschaft der University of Oxford, die zum Zeitpunkt des Abbruchs bereits zwei Spiele gewonnen hatte, wurde einstimmig zum Sieger erklärt.

## Turnierverlauf
| 30. Dezember 1925 | University of Oxford | 3:0 (0:0, 3:0) | SC Riessersee | Eisstadion, Davos |

| 31. Dezember 1925 | HC Davos | 0:2 (0:1, 0:1) | University of Oxford | Eisstadion, Davos |